# Aron Vodă

Bustul lui Aron-Vodă din Aroneanu

Aron Vodă (n. 1560 – d. iunie 1597, Vințu de Jos, Principatul Transilvaniei) a fost domn al Moldovei de două ori, (septembrie 1591 - iunie 1592) și (18 septembrie 1592 - 24 aprilie 1595). A fost fiul lui Alexandru Lăpușneanu. Boierii l-au numit "cel Cumplit".

## Domnia
A ajuns la domnie cumpărând tronul cu 1 milion de galbeni. Ca să-și plătească datoriile, a scos dări noi. Cronicile spun că Aron Vodă "prăda" țara, că agenții care strângeau dările erau însoțiți de turci și că la urmă a dat ordin ca să se ia de la tot omul câte un bou, iar pentru cei care nu aveau, se lua de la alții. De aceea, țara se răscoală, iar Aron o potolește cu cruzime. În acel moment Poarta îl mazilește (1592). Dar, datorită rugăminților creditorilor săi, este numit din nou domn. 
Săturat de jafurile turcilor, îndemnat și de papă ca să rupă relațiile cu aceștia, Aron a fost convins de Mihai Viteazul să se alăture alianței creștine la 5 noiembrie 1594. La această ligă sfântă, în centrul căruia se afla împăratul Rudolf al II-lea, aderase și principele Transilvaniei, Sigismund Báthory. În august 1594 Aron a recunoscut suzeranitatea lui Sigismund Báthory, ceea ce a deschis drumul uniunii personale dintre Moldova, Transilvania și Țara Românească.
Pe 13 noiembrie 1594 mișcarea împotriva turcilor a început în aceeași zi și la Iași și la București. Creditorii evrei levantini au fost chemați de cei doi domni sub pretextul de a fi plătiți, după care au fost uciși. Această acțiune a fost continuată prin atacarea turcilor din cetățile Tighina, Chilia și Cetatea Albă, prin incursiuni efectuate în nordul Dobrogei  și prin devastarea orașului Ismail (martie 1595) Arhivat în 10 decembrie 2019, la Wayback Machine.. Cu toate că Aron Vodă făcea parte din coaliția antiotomană și și-a îndeplinit sarcinile în acest sens, Sigismund Báthory neîncrezător, a pus la cale un complot împotriva lui, l-a atras în Transilvania și l-a înlocuit pe tronul Moldovei cu Ștefan Răzvan. 

## Sfârșitul
Aron a fost prins de oștile transilvănene și închis cu toată familia la Castelul Martinuzzi din Vințu de Jos, Alba în mai 1595, unde și moare otrăvit în iunie 1597. A fost îngropat în biserica lui Mihai Viteazul din Alba Iulia.
La 20 septembrie 1600 armata lui Gheorghe Basta, victorioasă la Mirăslău, a intrat în Alba Iulia și a comis jafuri și represalii împotriva foștilor susținători ai lui Mihai. În acest context oasele lui Aron Vodă și ale altor boieri au fost dezgropate și aruncate afară, fapt cunoscut din memoriul adresat de Mihai către ducele de Toscana.
Aron Vodă a făcut danii importante Bisericii Sfântul Nicolae din Șcheii Brașovului și a ctitorit  Mănăstirea Aroneanu de lângă Iași, într-un sat care astăzi îi poartă numele (Aroneanu).